# Mercy Njoroge
Pour les articles homonymes, voir Njoroge.
Mercy Wanjiku Njoroge (née le 10 juin 1986) est une athlète kényane spécialiste du 3 000 mètres steeple.

## Carrière
Quatrième des Championnats du monde juniors 2004 et des Championnats du monde de cross-country juniors 2005, Mercy Njoroge remporte les titres du 3 000 m et du 3 000 m steeple lors des Championnats d'Afrique juniors 2005 de Radès. 
En 2006, elle se classe douzième de l'épreuve individuelle senior des Championnats du monde de cross, permettant à l'équipe du Kenya d'occuper la deuxième place du classement général par équipes.
En 2010, la Kényane décroche la médaille d'argent du 3 000 m steeple lors des Jeux du Commonwealth de New Delhi où elle s'incline face à sa compatriote Milcah Cheywa.
Mercy Njoroge participe aux Jeux mondiaux militaires 2011 de Rio de Janeiro. Elle y remporte l'épreuve du 3 000 m steeple en 9 min 36 s 92

## Palmarès
| Date | Compétition                    | Lieu           | Rang | Épreuve         |
| ---- | ------------------------------ | -------------- | ---- | --------------- |
| 2004 | Championnats du monde juniors  | Grosseto       | 4e   | 3 000 m steeple |
| 2005 | Championnats d'Afrique juniors | Radès          | 1re  | 3 000 m         |
| 2005 | Championnats d'Afrique juniors | Radès          | 1re  | 3 000 m steeple |
| 2006 | Championnats du monde de cross | Fukuoka        | 2e   | Par équipes     |
| 2007 | Jeux africains                 | Alger          | 5e   | 3 000 m steeple |
| 2008 | Championnats d'Afrique         | Addis-Abeba    | 5e   | 3 000 m steeple |
| 2010 | Championnats d'Afrique         | Nairobi        | 4e   | 3 000 m steeple |
| 2010 | Jeux du Commonwealth           | New Delhi      | 2e   | 3 000 m steeple |
| 2011 | Jeux mondiaux militaires       | Rio de Janeiro | 1re  | 3 000 m steeple |
| 2012 | Championnats d'Afrique         | Porto-Novo     | 1re  | 3 000 m steeple |

### Records
| Épreuve         | Performance    | Lieu     | Date         |
| --------------- | -------------- | -------- | ------------ |
| 3 000 m         | 8 min 48 s 16  | Rovereto | 30 août 2006 |
| 3 000 m steeple | 9 min 16 s 94  | Doha     | 6 mai 2011   |
| 5 000 m         | 15 min 17 s 03 | Shanghai | 15 mai 2011  |